# Форса
Форса (фин. Forssa, швед. Forssa) је град у Финској, у јужном делу државе. Форса је трећи по величини и значају град округа Ужа Тавастија, где град са окружењем чини истоимену општину Форса.

## Географија
Град Форса се налази у јужном делу Финске. Од главног града државе, Хелсинкија, град је удаљен 120 км северозападно.
Рељеф: Форса се сместила у југоисточном делу Скандинавије, у историјској области Тавастија. Подручје града је равничарско до брежуљкасто, а надморска висина се креће око 95 м.
Клима у Форси је континентална, мада је за ово за финске услова блажа клима. Стога су зиме нешто блаже, а дуге, а лета свежа.
Воде: Форса нема излаз на воду, али се око града налази низ малих језера. 

## Историја
Форса је релативно младо насеље, које се развило у време ране индустријализације Финске крајем 19. века. Насеље је добило градска права 1923. године 
Последњих пар деценија град се брзо развио у савремено градско насеље јужног дела државе.

## Становништво
Према процени из 2012. године у Форси је живело 22.048 становника, док је број становника општине био 17.724.
| 1980.  | 1990.  | 2000.  | 2012.  |
| ------ | ------ | ------ | ------ |
| 21.815 | 23,561 | 24.969 | 22.048 |

Етнички и језички састав: Форса је одувек била претежно насељена Финцима. Последњих деценија, са јачањем усељавања у Финску, становништво града је постало шароликије. По последњим подацима преовлађују Финци (97,4%), присутни су и у веома малом броју Швеђани (0,2%), док су остало усељеници.